# 2030년 동계 패럴림픽
2030년 동계 패럴림픽은 2030년 3월에 프랑스 알프스에서 개최될 예정인 제15회 동계 패럴림픽이다.

## 참가국
개최국인 프랑스를 제외하고 아직 참가국이 확정되지 않았다.
- 프랑스 (개최국)

## 방송사
- 패럴림픽 - 올림픽 방송 서비스
  - 패럴림픽 유튜브 채널 (실시간 & 하이라이트)
- 일본 - NHK, 민방 (TV도쿄, TV아사히)
- 대한민국 - JTBC
  - 대한장애인체육회TV 보관됨 2022-09-03 - 웨이백 머신
- 중국 - 중국중앙텔레비전
- 영국 - 채널 4
- 미국 - NBC
- 스페인 - TVE
- 프랑스 - 프랑스 텔레비지옹
- 이탈리아 - 이탈리아 방송 협회
- 폴란드 - 폴란드 텔레비전
- 중동아시아 - BeIN Sports
- 오스트레일리아 - 세븐 네트워크
- 라틴 아메리카 - Claro Sports
- 사하라 이남 아프리카 - TV5Monde
- 남아공 - SABC
- 브라질 - 헤지 글로부
- 멕시코 - 텔레비사
- 칠레 - 텔레비시온 나시오날 데 칠레

## 같이 보기
- 2030년 동계 올림픽

| 동계 패럴림픽              |                                  |                     |
| 이전 대회                  | 2030년 동계 패럴림픽 알프스 2030 | 다음 대회           |
| 밀라노-코르티나담페초 2026 | 2030년 동계 패럴림픽 알프스 2030 | 솔트레이크시티 2034 |